# Ilirska vrsta
Ilirska vrsta  su one vrste šuma kojima je središte rasprostranjenja područje Dinarida. Toj skupini pripadaju mnoge stare vrste koje su na ovom području preživjele ledena doba, dok su u srednjoj i sjevernoj Europi izumrle, tako da su danas uglavnom endemične za ovo područje i znatno pridonose bogatstvu i posebnosti flore i vegetacije. Također, u vrijeme ledenih doba, mnoge vrste sa sjevera prodrle su u područje jugoistočne Europe i ovdje se zadržale do danas. Za dinarske bukovo-jelove šume značajan je velik udio ilirskih vrsta, osobito u sloju niskog raslinja. Za razliku od situacije kod dinarskih šuma, udio ilirskih vrsta u panonskim šumama bukve i jele je malen.
Iako je dio velike eurosibirsko-sjevernoameričke regije, zbog svog južnog položaja u susjedstvu mediteranske regije i slabijeg utjecaja ledenih doba, kontinentalni dio Hrvatske izdvaja se u posebnu ilirsku provinciju europske subregije. Ovisno o ekološkim, te osobito klimatskim čimbenicima, razlikuju se, kako je već navedeno, nizinski, brežuljkasti, brdski, gorski i pretplaninski pojas, što vegetaciju čini iznimno bogatom. U ilirskoj provinciji klimatogenu (klimazonalnu) vegetaciju čine šume.